# Lyttelton
Lyttelton is een havenstadje aan de oostkust van het Zuidereiland van Nieuw-Zeeland, met een bevolking van 3.072 inwoners (2006) en een oppervlakte van 14,4 km². Het ligt aan de Lyttelton Harbour (Maori: Te Whaka Raupo), de grote noordelijke inham van het Banks-schiereiland.
Lyttelton fungeert als haven voor het nabijgelegen Christchurch en wordt gebruikt als vertrekpunt voor expedities naar Antarctica, zoals de Nimrod-expeditie in 1908.
700 jaar lang was de plaats een vestiging van de Maori. Op 16 februari 1770, tijdens de eerste reis van de Endeavour naar Nieuw-Zeeland, werd het door Europese immigranten ontdekt. In augustus 1849 werd het officieel als haven erkend.
Het stadje droeg vroeger de namen Port Cooper en Port Victoria, en kreeg zijn huidige naam als eerbetoon aan George William Lyttelton, lid van de Canterbury Association die de kolonisering van het gebied leidde.
Een van de markantste gebouwen van de stad is het tijdbalgebouw. Het werd opgericht in 1876 en is een van de laatste overblijvende in zijn soort ter wereld. Het gebouw, dat doet denken aan een kasteel, staat boven op een heuvel die uitkijkt over de haven, goed zichtbaar voor zeevaarders die hun chronometers wensen af te stellen op het referentietijdstip aangegeven door de tijdbal. Het gebouw was een museum tot het ingestort is na de aardbeving van 2011. In 2013 is besloten het tijdbalgebouw te herbouwen.

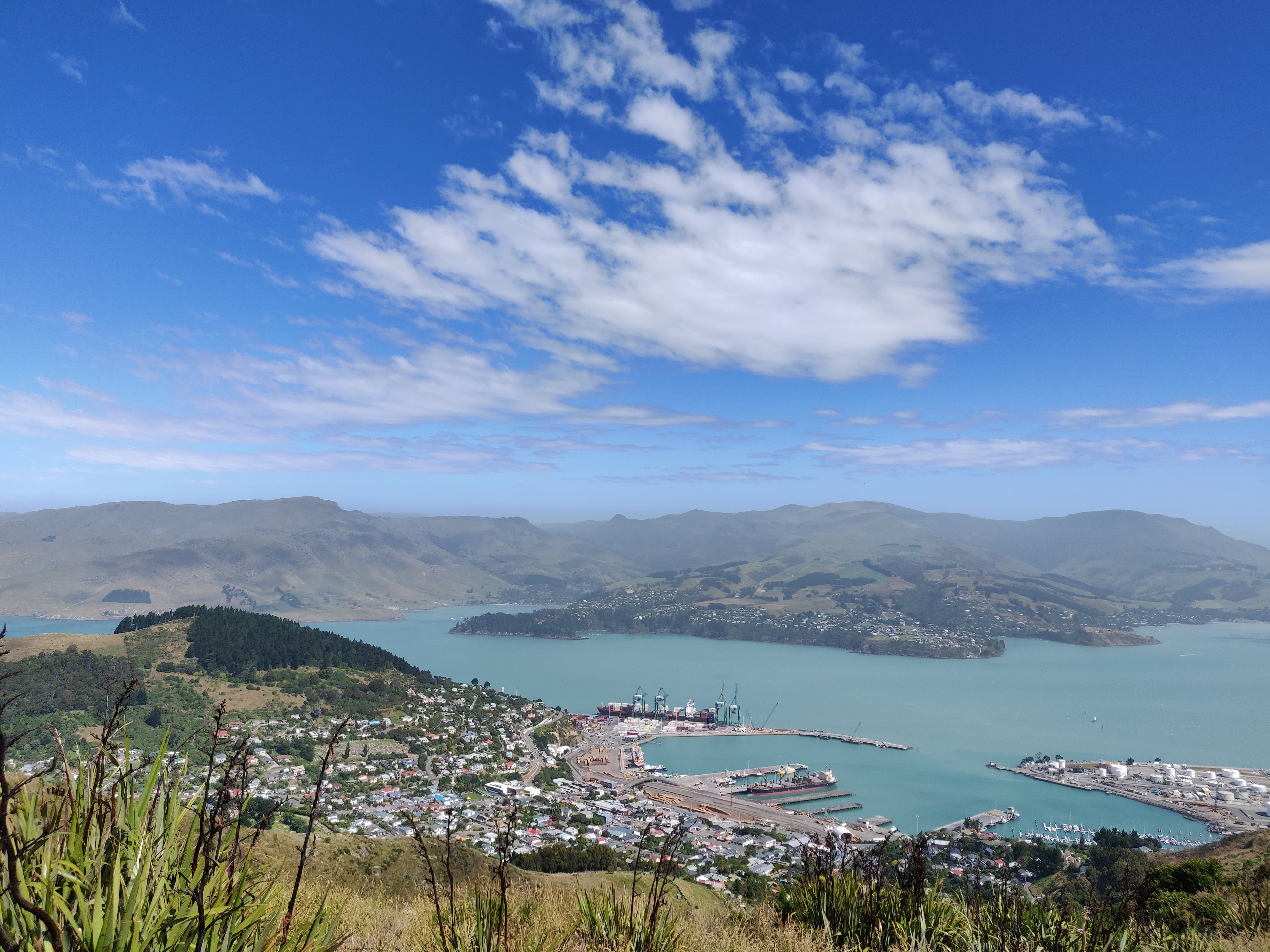
Lyttelton gezien vanaf een heuvel